# Anslech de Bricquebec
Anslech de Bricquebec ou Anslech (écrit parfois Anslec ou Ansleck) est un guerrier viking servant en tant qu'intendant à la cour de Guillaume Longue-Épée, dans les premiers temps du duché de Normandie.

## Anslech dans les récits des chroniqueurs anglo-normands
Autour de l'an mil, Dudon de Saint-Quentin évoque Anslech comme étant un des trois secretarii du jarl des Normands de la Seine, Guillaume Longue-Épée (c. 927-942). Il fait donc partie de l'entourage proche du fils de Rollon. Une source plus tardive, le Roman de Rou, relate qu'Anslech soutient Guillaume Longue-Épée lorsque Rioulf, comte du Cotentin et de l'Évrecin, mena une importante rébellion contre lui. Il le convainc de le combattre, alors que l'abandon est proche. Le lieu est à l'ouest de Rouen dans ce qui devient le Pré de la Bataille, entre les Normands de Guillaume Longue Épée et ceux du Cotentin menés par Rioulf,. Anslech reçoit de Guillaume Longue-Épée le château de Valognes. Cet édifice, datant des Mérovingiens, avait été rebâti par Rioulf avant de lui être confisqué.
On retrouve le même personnage sous la plume de Guillaume de Jumièges. Après l'assassinat de Guillaume Longue-Épée, Anslech forme avec Raoul dit Taisson l'Ancien et Bernard le Danois les « gardiens de tout le duché de Normandie », en attendant la majorité du nouveau duc, Richard Ier. En 943, ils accueillent à Rouen Louis IV d'Outremer, roi des Francs, qui vient, en tant que suzerain, recevoir l'hommage des Rouennais.

## Ascendance et descendance
Les sagas norvégiennes et islandaises font d'Anslech un noble normand, d'origine danoise ou norvégienne, issue en tout cas de la vieille noblesse viking, baron de Bastembourg qui aurait reçu la baronnie de Bricquebec. Fils d’un supposé neveu de Rollon le Marcheur du nom de Rollon Turstain Brico (ou Hrolf Turstan ou Hrolf Turtain), il serait le petit-fils d’un certain Rollanger Rognvaldsson, demi-frère de Rollon le Marcheur, et l’arrière-petit-fils de Rognvald Eysteinsson. Cette généalogie n'est pas prouvée.
De même, sa descendance reste discutée. Une tradition tenace depuis le XVIIe siècle le considère comme l'ancêtre des familles de Montfort et Bertran par l'intermédiaire de son fils Tursten de Bastembourg (Richard). Cette affirmation est dépourvue de preuves. Il aurait épousé Gerlotte de Blois (d), fille du comte de Blois, dont il eut Richard et Guillaume.